# Jin Okubo
Jin Okubo (大久保 陣, Ōkubo Jin, né le 8 octobre 1988 à Osaka) est un coureur cycliste japonais.

## Palmarès
- 2014
  - Shirahama Criterium
- 2015
  - Shirahama Criterium
- 2016
  - 3e étape du Tour de Kumano

## Classements mondiaux
| Année         | 2015 | 2016 | 2017 |
| ------------- | ---- | ---- | ---- |
| UCI Asia Tour | 275e | 397e | 533e |